# Mario Gerosa
Mario Oscar Gerosa (Rosario, 27 aprile 1967) è un ex rugbista a 15, allenatore di rugby a 15, dirigente sportivo e imprenditore argentino, internazionale per l’Argentina e per l’Italia.

## Biografia
Cresciuto nel Club Atlético del Rosario, esordì nella Nazionale argentina nel 1987; con i Pumas vinse il campionato sudamericano di quell'anno.
In Italia dal 1991 al Piacenza, fu selezionato da Georges Coste per la Nazionale italiana, nella quale esordì nel 1994 nel corso di un tour di metà anno in Australia.
Prese anche parte alla Coppa del Mondo di rugby 1995, nel corso della quale fu schierato due volte, contro Inghilterra e Argentina, incontro, quest'ultimo, nel quale Gerosa e il suo connazionale Domínguez segnarono 26 dei 31 punti con cui l'Italia prevalse sui sudamericani.
Tornato in Argentina nel 2000, dopo avere giocato fino al 2010 e allenato il suo club originario, il Rosario, ne è anche dirigente.
È titolare, insieme a sua moglie, di una ditta di cosmesi, La Pasionaria.

## Palmarès
- Campionati sudamericani: 1
Argentina: 1987